# Chicotte
 (décembre 2018).

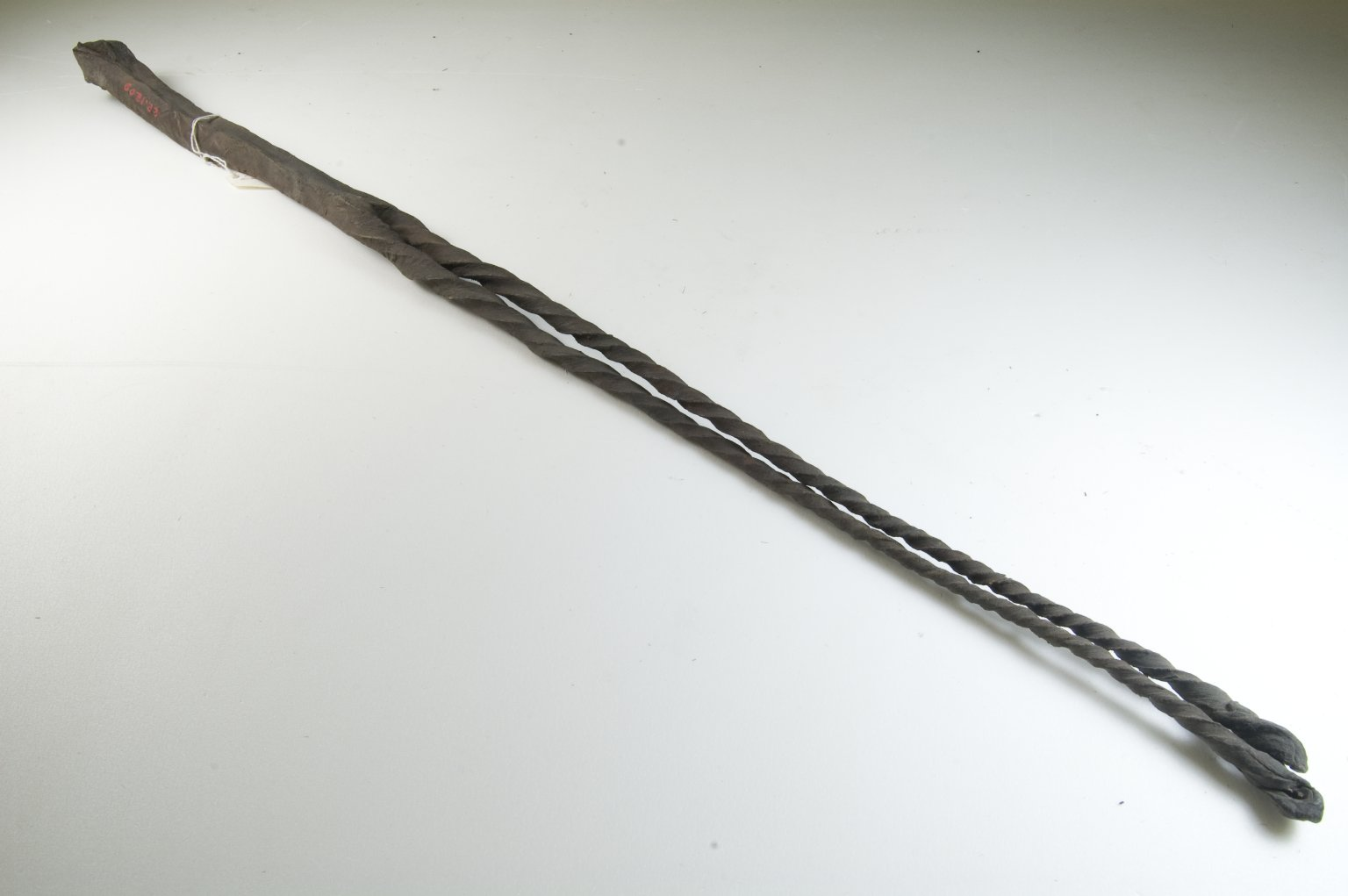
Fouet en cuir (chicotte).

La chicotte ou chicote (mot d'origine portugaise signifiant « natte » ou « extrémité de cordage ») désigne en français un fouet à lanières nouées ou tressées, traditionnellement en cuir d'hippopotame ou de rhinocéros, qui a d'abord été employé dans le contexte colonial (colonisation de l'Amérique latine) et la traite négrière. Son usage pouvait s'avérer mortel. Le mot chicotte se rapporte également à la « palmatoria » (ou « menino de cincos olhos ») qui était quant à elle une batte faite de bois utilisée par les colons portugais.

D’aucuns prétendent également que l’origine du mot chicotte proviendrait d’un dénommé monsieur Chicot, un capitaine de la Force publique à l’époque de l’État indépendant du Congo. Cette autre proposition quant à l’origine du nom donné à ce fouet est notamment relayée par le roman Le rêve du Celte de Mario Vargas Llosa.
De nombreux termes peuvent être utilisés comme synonymes de chicotte, parmi lesquels « sjambok » (en Indonésie et en Afrique du Sud), « litupa », « mnigolo » (hippopotame en malinké), « imvubu » (hippopotame en zoulou), « kiboko » (hippopotame en swahili) ou « fimbo » (fouet en lingala) qui désignent tous ce fouet.

## Les colonies belges
La Belgique comptait parmi les puissances coloniales du XXe siècle. La chicotte y était employée comme moyen de mise au travail forcé et de punition des indigènes ; elle est de nos jours considérée comme un symbole de la colonisation belge.

### Deux périodes distinctes

#### De 1885 à 1908: l'État Indépendant du Congo
Le Congo était, à l’époque de l’E.I.C., géré comme une entreprise au service des intérêts du roi Léopold II et ceux d'actionnaires de Belgique et d'Angleterre. De telle sorte que la rémunération des agents de Léopold II dépendait directement du rendement du travail forcé fourni par les indigènes: la récolte de matières premières telles que le caoutchouc ou l’ivoire. Cette configuration mena à de nombreux abus, parmi lesquels les punitions corporelles (« chicotte ») qui étaient réservées aux indigènes qui n’effectuaient pas (ou mal) le travail qui leur était imposé par les colons belges.

#### De 1908 à 1960: Congo belge et Ruanda-Urundi
À la suite des scandales qui touchèrent la gestion de l'E.I.C., le gouvernement belge, qui prit le relais quant à la gestion du Congo, entreprit de rompre avec cette mauvaise image. Ainsi, par les trois décrets successifs des 21 mars, 21 mai et 17 août 1910, les travaux forcés furent interdits, l'imposition des indigènes introduite et le principe de liberté de travail consacré. L'exploitation des ressources du Congo n'y sera désormais plus faite au profit du roi Léopold II mais de la Belgique et plus précisément des entreprises belges. À l’époque, la chicotte apparaissait comme une punition appropriée qui permettait tout à la fois de faire régner la discipline et d’assurer le rendement, tout en canalisant les excès de violence à l’encontre des indigènes.
Entre-temps, en 1919, la Belgique avait récupéré l’ex-colonie allemande qu’était le Rwanda-Urundi et, par la loi du 21 août 1925 sur le gouvernement du Ruanda-Urundi, une union administrative entre le Congo Belge et le Ruanda-Urundi avait été actée. Ainsi, le Ruanda-Urundi est soumis aux lois du Congo Belge.

## Application et modalités d’application

### Sanction pénale: Juridictions indigènes
Les tribunaux indigènes (ou tribunaux de chefferies) étaient des juridictions établies par le décret du 15 avril 1926. Ces tribunaux réservés aux seuls indigènes étaient chargés de juger ces derniers selon le droit coutumier (non écrit). Ils étaient présidés par les chefs indigènes et encadrés par des Européens.
Les tribunaux de chefferies étaient organisés par le décret du 22 décembre 1934 (au Congo Belge) et l'ordonnance du 5 octobre 1943 (au Ruanda-Urundi).
Selon l’article 43 de la loi sur le gouvernement du Congo Belge (Chapitre VI), les chefs indigènes ne pouvaient prononcer de peines qu'à la triple conditions que : la coutume attache des peines aux faits reprochés à l'indigène, que ladite coutume respecte l'ordre public universel et les lois ou règlements substituants d'autres règles aux principes de la coutume indigène, que la punition ne dépasse pas une amende de 100 francs (ou une valeur équivalente), une incarcération sans torture corporelle d'une durée de 15 jours maximum (accompagnée ou non de travaux forcés) ou une peine de fouet.
La peine de fouet que pouvaient prononcer ces juridictions était tout de même encadrée par la loi du 11 janvier 1934 (article unique) : elle ne pouvait être que de 8 coups au plus et ne pouvait être appliquée aux vieillards, infirmes, femmes, enfants et autres catégories de personnes déterminées par le commissaire provincial. De plus, pour un même fait, le fouet ne pouvait être cumulé avec la servitude pénale principale (l'emprisonnement).
Il faut noter néanmoins que la peine de fouet ne peut être prononcée par les tribunaux de chefferie à l’encontre des militaires et officiers de la force publique (en activité et en service) ni aux agents-cadres indigènes de la colonie.

### Sanction disciplinaire

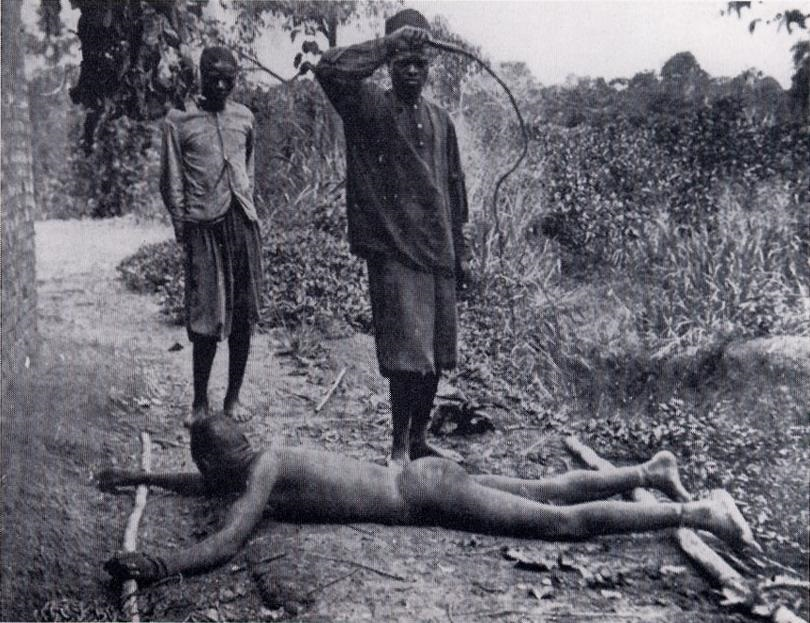
Usage de la chicotte au Congo belge

L’application de la peine du fouet, à titre de peine disciplinaire, était encadrée par l’article 10 de l’ordonnance du 20 janvier 1938.

#### Force publique
La force publique comptant des soldats indigènes dans ses rangs, ces soldats particuliers étaient également susceptibles de recevoir des coups de chicotte.
Les militaires indigènes de la force publique pouvaient, d’après l’article 27 de l’arrêté royal du 8 juin 1933, recevoir 2 à 8 coups de fouet. Cependant, les clairons de 1re classe ainsi que les soldats de 1re classe n'étaient pas susceptibles de subir cette sanction disciplinaire.

#### Travail

##### État Indépendant du Congo
Sous le régime léopoldien, les agents de l’État étaient chargés de garantir une certaine rentabilité dans le domaine privé. L’emploi de la contrainte physique était, de ce fait, intrinsèquement lié au système. Pour bénéficier de la main-d’œuvre indigène nécessaire et pour faire régner la discipline, les fonctionnaires disposaient d’une série de « moyens de contrainte et de répression ». Les agents de l’État avaient notamment la possibilité d’appliquer ou de faire appliquer le fouet.
Au vu de l’étendue du territoire, l’E. I. C. octroyait des concessions à des entreprises privées (dont l’ABIR et l’Anversoise). Ces concessionnaires avaient les pleins pouvoirs mais ne pouvaient pas avoir recours au travail forcé. Ils avaient d’autres prérogatives non négligeables dont la possibilité d’exercer la police, d’autant plus qu’aucune disposition légale n'empêchait l’employeur d’avoir recours à la chicotte en cas de non-respect de la discipline du travail. Les châtiments corporels étaient vus comme le moyen le plus adéquat pour maintenir l’ordre.
Le rapport Casement releva des carences au niveau de la réglementation sur le contrat de travail, en ce sens que la législation sur le contrat de travail de 1888 (seul outil garantissant un minimum de protection aux indigènes) n’était pas respectée au sein de la colonie. Ces critiques britanniques à l’encontre de Léopold II constituent un des facteurs qui mèneront finalement à l’annexion du Congo par la Belgique en 1908.

##### Congo belge et Ruanda-Urundi
À la suite du retrait de l’État de la sphère économique, les seuls acteurs économiques chargés de l’exploitation des richesses étaient des entreprises privées. Ces dernières devaient se conformer aux lois concernant le marché du travail. En inscrivant dans le décret du 17 août 1910 que la seule sanction légale dans le cadre du travail était l’amende, l’État était le seul à disposer de moyens de contrainte auxquels il ne pouvait avoir recours que dans le cadre de l’exécution de travaux d’intérêt général. Une distinction est cependant opérée entre les travailleurs des entreprises privées et ceux d'entreprises de l’État : les seconds sont soumis au règlement de discipline qui consacrait des peines corporelles. Ces entreprises, à la suite de l’instauration du décret du 17 août 1910 sur le contrat de travail, ne disposaient pas des mêmes prérogatives que les agents de Léopold II, elles ne pouvaient, selon la loi, infliger aux indigènes que des amendes. Ce manque de marge de manœuvre quant au sanctionnement de la mauvaise conduite indigène fut critiqué par des entreprises du Katanga (UMHK, CFK) ; pourtant les peines corporelles avaient toujours cours dans le reste de la colonie (malgré leur interdiction) et le travail forcé n’avait pas disparu non plus. En 1915 naissent des initiatives afin d’établir la peine de fouet comme moyen de punir les infractions au travail. Cette revendication se traduisit dans une révision de l’avant-projet de la « 1re Directive Générale au Ministre » qui établissait, de manière claire, la peine corporelle, en prévoyant 10 à 20 coups de chicotte en cas d’infraction au contrat de travail. En 1919, le projet De Bauw, qui avait pour objectif d'introduire les peines corporelles dans la législation du travail de la colonie, reçut l’approbation d’une commission chargée du dossier. La chicotte était vue comme une correction rationnelle. Cette idée ne fut, cependant, pas reprise par le décret du 16 mars 1922 au motif que l’opinion publique était réticente à l’idée que les indigènes soient amenés à travailler sous la menace de coups de chicotte.

#### Milieu pénitentiaire
La chicotte était utilisée en milieu carcéral, au lever du soleil, lorsque les agents territoriaux procédaient à l’appel des détenus. Un indigène (sergent ou caporal de la force publique jusque dans les années 1950, puis policier par la suite) était chargé de faire état de la conduite qu’avaient adoptée les prisonniers la veille. Toute mauvaise conduite était sanctionnée par des coups de chicotte. Le nombre de coup maximum qui pouvait être donné diminua au cours du temps : 100 (à raison de 50 par jour ; arrêté du Gouverneur général du 1er février 1897), 50 en 1906 (règlement du Directeur de la Justice du 6 août 1906), 12 en 1913 (ordonnance du Gouverneur général du 28 juillet 1913), 8 en 1933 (ordonnance du Gouverneur général du 9 juin 1933) puis 4 en 1951 (ordonnance du Gouverneur général du 20 août 1951). C’est l’indigène chargé de fournir un rapport sur le comportement des prisonniers qui, sur ordre du chef de poste (un agent territorial), administrait la chicotte. Le prisonnier indiscipliné était alors déculotté et devait se coucher à plat ventre pour recevoir son châtiment. Le territorial devait ordonner l’arrêt du supplice du prisonnier avant que soit atteint le nombre de coups requis par la loi, s’il constatait que du sang se mettait à couler à l’endroit où le prisonnier était fouetté.

## Abolition
Cette peine réservée aux seuls noirs fut abolie à partir de 1955 en ce qui concerne la Force publique. L’article 1er de l’ordonnance no 11/422 du 24 août 1959 abolit la chicotte dans le milieu pénitentiaire, mettant définitivement un terme à l’usage de la chicotte 10 mois avant l’indépendance du Congo,.

## Dans d'autres pays
Quelle que soit son appellation, le fouet à lanières nouées fut utilisé sur tous les continents (le mot afrikaans sambok semble ainsi avoir été importé d'Indonésie par des esclaves malais mais dériverait du persan chabuk), de la nuit des temps à nos jours, principalement comme outil agricole (pour mener les bœufs et les chevaux, éloigner les chiens, tuer les serpents etc.) et accessoirement comme instrument de sanction physique, privée ou publique.
En Afrique du Sud, le sjambok ou sambok est aussi souvent associé à l'ère de l'apartheid ainsi qu'à celle de l'esclavage. Le mot semble provenir du mot indonésien cambuk, une tige en bois pour punir les esclaves. Quand les esclaves malais sont arrivés en Afrique du Sud dans les années 1800, l'instrument et son nom ont été importés avec eux. Une bande de peau de 1 à 1,5 mètre de longueur sur 25 mm de largeur que l'on roulait en cylindre composait ce fouet, aussi flexible que durable. Le sjambok était aussi utilisé pour la conduite du bétail et, par les Voortrekkers, pour diriger leurs chars à bœufs durant leur migration depuis le Cap de Bonne-Espérance. Plus tard, une version en plastique fut élaborée pour les services de police sud-africains et utilisée pour contrôler les émeutes. Le sambok est encore utilisé en Afrique du Sud. [réf. souhaitée]. C'est ainsi qu'en avril 2010, des grévistes ont fouetté une dame dans sa maison à l'aide d'une chicotte, selon elle, aux cris de « Tuez le Boer », chant qui fait l'objet de controverses en Afrique du Sud.
Comme indiqué ci-dessus, le châtiment de la chicotte est toujours utilisé dans de nombreux pays, notamment africains (comme le Bénin, la République centrafricaine ou le Burkina Faso [réf. souhaitée]) dans l'éducation des enfants. [réf. souhaitée] Au Bénin, jusqu'en 1991, il était habituel de donner la chicotte aux élèves qui n'apprenaient pas leurs leçons ou qui étaient mauvais en orthographe (française) ou en arithmétique. [réf. souhaitée] La correction était alors infligée selon le nombre d'erreurs (exemple : cinq erreurs autorisées dans une dictée ; la sixième erreur entraîne cinq coups de chicotte, la septième le double, , etc.). [réf. souhaitée]

#### Législation
- Codes et Lois du Congo belge, Larcier, 1948.
- Codes et Lois du Congo belge, t. II : Organisation administrative et judiciaire, Bruxelles, Larcier, 1960.
- Loi du 21 août 1925 relative au gouvernement du Ruanda-Urundi, B.0., art. 1.
- Décret du 21 mars 1910.
- Décret du 21 mai 1910.
- Décret du 17 août 1910.

#### Études
- Lancelot Arzel, « La chicotte », dans Pierre Singaravélou et Sylvain Venayre (dir.), Le magasin du monde : La mondialisation par les objets du XVIIIe siècle à nos jours, Paris, Fayard, coll. « Pluriel », 2022, 2e éd. (1re éd. 2020), 460 p. (ISBN 9782818506882, présentation en ligne), p. 222-226.
- Jean-François Bayart, « Hégémonie et coercition en Afrique subsaharienne. La « politique de la chicotte » », Politique africaine, vol. 110, no 2,‎ 2008, p. 123–152 (ISSN 0244-7827, DOI 10.3917/polaf.110.0123, lire en ligne, consulté le 16 juin 2024).
- Florence Bernault (dir.), Enfermement, prison et châtiments en Afrique, Paris, Editions Karthala, 1999, 512 p. (ISBN 978-2-86537-946-0, DOI 10.3917/kart.bern.1999.01, lire en ligne).
- G. Deboeck, Les héritiers de Léopold II, ou l'anticolonialisme impossible, p. 94[réf. incomplète].
- Marie-Bénédicte Dembour, « La chicote comme symbole du colonialisme belge? », Canadian Journal of African Studies / Revue canadienne des études africaines, vol. 26, no 2,‎ 1992, p. 205 (DOI 10.2307/485870, lire en ligne).
- J. Devos et P. Piron, Codes et lois du Congo belge, Organisation administrative et judiciaire, Bruxelles, Larcier, 8e ed., t. II, 1959-1960, p. 161
- Sophie Dulucq, Jean-François Klein et Benjamin Stora, Les mots de la colonisation, Toulouse, Presses universitaires du Mirail, coll. « Les mots de », 2007, 128 p. (ISBN 978-2-85816-893-4).
- M. Llosa, Le Rêve celte, Paris, Gallimard, 2013, p. 60.
- I. Ndaywel è Nziem, Histoire générale du Congo, de l'héritage ancien à la République Démocratique, Louvain, Duculot, 1998, p. 339 – 340.
- (en) Steven Pierce, « Punishment ans the political body. Flogging and Colonialism in Northern Nigeria », Interventions, vol. 3, no 2,‎ janvier 2001, p. 206–221 (ISSN 1369-801X et 1469-929X, DOI 10.1080/13698010120059618, lire en ligne).
- L. Strouvens et P. Piron, Codes & lois du Congo belge, Bruxelles, Larcier, 1948, p. 805 à 1024.
- V. Vaessen, « Les législations sur le contrat de travail de 1910 et 1922 au Congo Belge : deux intentions et deux modes de décisions opposés », in Revue belge de philologie et d'histoire, tome 79, 2001, p. 1214 à 1252
- J.-L. Vellut, La mémoire du Congo : le temps colonial, Musée royal de l'Afrique centrale, 2005, p. 14.
- J.-J. Wondo, De la Force publique à la FARDC : une anatomie d'une armée virtuelle introvertie et pervertie, p. 5[réf. incomplète].